# Elmis fififormis
Elmis fififormis är en skalbaggsart som beskrevs av Darlington 1927. Elmis fififormis ingår i släktet Elmis och familjen bäckbaggar. Inga underarter finns listade i Catalogue of Life.